# مراهقة

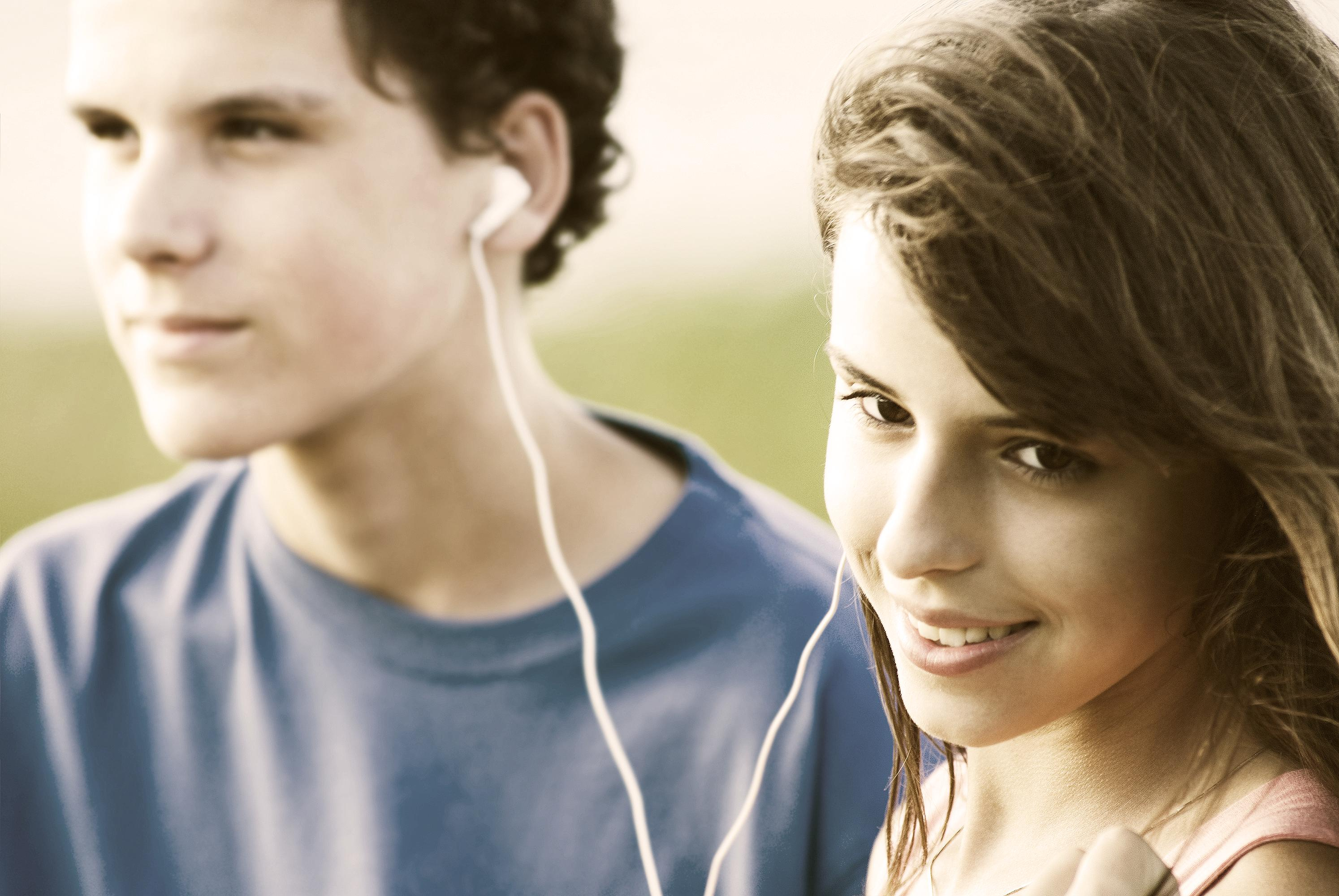
مراهقان يستمعان للموسيقى

المراهقة أو اليفاعة هي العمر الفاصل بين الطفولة والرشد، وذلك في الفترة العمرية المُمتدة من سن 13 إلى 25 وقد تختلف في بدايتها ونهايتها من شخص لآخر ومن مجتمع لآخر وعلى حسب الجنس فالانثى تبلغ قبل الذكر وتنضج قبله، وذلك حسب البيئة والظروف المحيطة بالشخص. فقد تبدأ مرحلة المراهقة من سن 13 وقد تنتهي في سن 19، ولربما تبدأ اساسا من سن 15 وتنتهي في سن 25 تقريبا، كحد أقصى. لكن هناك مجتمعات قد تعتبر الاشخاص من هم اقل من سن 18 أطفالا بينما الأشخاص الأكبر هم المراهقون الشباب فعليا وهناك مجتمعات تؤمن بأن الأشخاص في سن العشرات والعشرين هم مراهقين باختلاف بداية المرحلة ونهايتها، لأن البعض لا يؤمن بمصطلح المراهقة فيعد مرحلة الشباب بجميع أنواعهم مراهقين مالم يبلغوا سن الرشد وهو الأربعين ، ولكن قسم العلماء سن المراهقة لثلاثة أقسام هي المراهقة المبكرة، المراهقة المتوسطة، والمراهقة المتأخرة..
، وهي فترة متقلبة وصعبة تمر على الإنسان، وتكون بمثابة الاختبار الأول له في حياته الممتدة، حيث أن مستقبل الإنسان وحضارة الأمم تتأثر بمراهقة أفرادها.
يعتمد الفهم الشامل للمراهقة في المجتمع على معلومات من منظورات مختلفة، تشمل علم النفس، وعلم الأحياء، والتاريخ، وعلم الاجتماع، والتعليم والأنثروبولوجيا. يُنظر إلى المراهقة، ضمن كل هذه المنظورات، على أنها فترة انتقالية بين الطفولة والبلوغ، الغرض الثقافي منها هو إعداد الأطفال لأدوار البالغين. وتعد فترة انتقالات متعددة تشمل التعليم، والتدريب، والتوظيف والبطالة، بالإضافة إلى التحولات من ظروف معيشية إلى أخرى.
تختلف نهاية المراهقة وبداية مرحلة البلوغ باختلاف البلد. بالإضافة إلى ذلك، يمكن أن يصبح الفرد ناضجًا كفايةً لكي يوكل إليه المجتمع امتيازات ومسؤوليات معينة في أعمار مختلفة، حتى داخل الأمة أو الدولة أو الثقافة الواحدة. تشمل هذه الامتيازات والمسؤوليات قيادة السيارة، وإقامة علاقات جنسية قانونية، والخدمة في القوات المسلحة أو في لجنة المحلفين، وشراء الكحول وشربه، وشراء منتجات التبغ، والتصويت، وإبرام العقود، وإنهاء مستويات معينة من التعليم، والزواج، والمساءلة عن الحفاظ على القانون. تترافق المراهقة عادةً باستقلال متزايد يسمح به الوالدان أو الأوصياء القانونيون، يتضمن إشراف أقل مقارنةً بمرحلة ما قبل المراهقة.
في دراسة تطور المراهقين، يمكن تعريف المراهقة بيولوجيًا، على أنها انتقال جسدي يتميز ببداية سن البلوغ وانتهاء النمو الجسدي؛ أو معرفيًا، على أنها تغييرات في القدرة على التفكير بشكل تجريدي ومتعدد الأبعاد؛ أو اجتماعيًا، على أنها فترة تحضير لأدوار البالغين. تشمل تغييرات البلوغ والتغيرات البيولوجية الرئيسية التغييرات في الأعضاء التناسلية، والطول، والوزن وكتلة العضلات، بالإضافة إلى التغييرات الرئيسية في بنية الدماغ وتنظيمه. يشمل التقدم المعرفي الزيادة في المعرفة والقدرة على التفكير المجرد والتفكير بشكل أكثر فعالية. تتضمن دراسة تطور المراهقين غالبًا تعاونًا متعدد التخصصات. قد يركز الباحثون في علم الأعصاب أو الصحة السلوكية الحيوية مثلًا على التغيرات البلوغية في بنية الدماغ وتأثيراتها على الإدراك أو العلاقات الاجتماعية. في حين يركز علماء الاجتماع المهتمون بالمراهقة على اكتساب الأدوار الاجتماعية (مثل العامل أو الشريك الرومانسي) وكيف يختلف ذلك عبر الثقافات أو الظروف الاجتماعية. وقد يركز علماء النفس التنموي على التغييرات في العلاقات مع الآباء والأقران باعتبارها وظيفة في البنية المدرسة وحالة البلوغ. وقد شكك بعض العلماء في عالمية المراهقة كمرحلة نمو، زاعمين أن السمات التي تعتبر غالبًا نموذجية للمراهقين غير متأصلة حقًا في سنوات المراهقة.

## معنى المراهقة
المراهقة في اللغة العربية هي من كلمة راهق وتعني الاقتراب من شيء، أما في علم النفس فهي تشير إلى اقتراب الفرد من النضوج الجسماني والعقلي والاجتماعي والنفسي، وتجدر الإشارة هنا إلى أن مرحلة المراهقة لا تعد مرحلة نضوج تام ولكنها مجرد مرحلة تؤدي تبعاتها وأحداثها إلى النضوج.

## التطور المعرفي
تعد المراهقة وقتًا للتطور المعرفي السريع. يصف بياجيه المراهقة بأنها مرحلة من الحياة تبدأ فيها أفكار الفرد في اتخاذ شكل أكثر تجردًا وتتناقص الأفكار المتمحورة حول الذات، ما يسمح للفرد بالتفكير والإدراك من منظور أوسع. أظهرت مجموعة من الدراسات السلوكية ودراسات الرنين المغناطيسي الوظيفي تطور الوظائف التنفيذية، أي المهارات المعرفية التي تتيح التحكم وتنسيق الأفكار والسلوك، والتي ترتبط عمومًا بقشرة الفص الجبهي. تؤثر الآراء والأفكار والمفاهيم المطورة في هذه الفترة من الحياة كثيرًا على حياة الفرد المستقبلية، وتلعب دورًا رئيسيًا في تكوين الطابع والشخصية.
تتفاعل التغييرات البيولوجية في بنية الدماغ والترابطات داخل الدماغ مع تزايد الخبرة والمعرفة والمتطلبات الاجتماعية المتغيرة لتحقيق نمو معرفي سريع. يختلف العمر الذي تحدث فيه تغييرات معينة بين الأفراد، ولكن تبدأ التغييرات الواردة مناقشتها أدناه في سن البلوغ أو بعده بوقت قصير، وتستمر بعض المهارات في التطور مع تقدم سن المراهقة. يقترح نموذج النظم المزدوجة وجود اختلال توازن في النضج بين تطور النظام الاجتماعي العاطفي وأنظمة التحكم المعرفي في الدماغ، يساهم في الاندفاع والسلوكيات الأخرى المميزة للمراهقة.

### المنظورات النظرية
توجد طريقتان رئيسيتان على الأقل لفهم التغيير المعرفي في خلال فترة المراهقة. تعتبر وجهة النظر البنائية للتطور إحدى الطرق. استنادًا إلى عمل بياجيه، تتبع منهجًا كميًا لنظرية الحالة، يفترض أن التحسن المعرفي للمراهقين يكون مفاجئًا وجذريًا نسبيًا. ويعد منظور معالجة المعلومات، المستمد من دراسة الذكاء الاصطناعي، طريقة ثانية تحاول شرح النمو المعرفي على أساس نمو مكونات محددة لعملية التفكير.

### التحسينات في القدرة الإدراكية
عندما يصل الأفراد إلى سن 15 عامًا أو نحو ذلك، تكون قدرات التفكير الأساسية لديهم مماثلة لقدرات البالغين. تحدث هذه التحسينات في خمسة مجالات في خلال فترة المراهقة:
1. الانتباه: تظهر التحسينات في الانتباه الانتقائي، وهي العملية التي يركز المرء بفضلها على حافز ما مع تجاهل آخر. يتحسن أيضًا الانتباه المقسم، أي القدرة على الانتباه إلى اثنين أو أكثر من المحفزات في نفس الوقت أيضًا.
2. الذاكرة: تلاحظ التحسينات في كل من الذاكرة العاملة والذاكرة الطويلة الأجل.
3. سرعة المعالجة: يفكر المراهقون أسرع من الأطفال. تتحسن سرعة المعالجة بشكل حاد بين سن الخامسة والمراهقة المتوسطة؛ ثم تبدأ في الاستقرار في سن 15 ويبدو أنها لا تتغير بين المراهقة المتأخرة والبلوغ.
4. التنظيم: يعد المراهقون أكثر وعيًا بعمليات التفكير الخاصة بهم ويمكنهم استخدام أجهزة استذكار واستراتيجيات أخرى للتفكير بشكل أكثر كفاءة.
5. إدراك الإدراك: تحسين المعرفة بأنماط تفكيرهم يزيد من ضبط النفس والرؤية الاجتماعية.

تشير الدراسات التي أجريت منذ عام 2005 إلى أن الدماغ لا يتشكل بالكامل حتى أوائل العشرينات.

### التفكير الافتراضي والتجريدي
يعد تفكير المراهقين أقل ارتباطًا بالأحداث الملموسة من تفكير الأطفال: فهم قادرون على التفكير في احتمالات خارج نطاق ما هو موجود حاليًا. يعد تحسين المهارة في التفكير الاستنباطي أحد مظاهر زيادة قدرة المراهق على التفكير في الاحتمالات، الذي يؤدي إلى تطوير التفكير الافتراضي. يوفر هذا القدرة على التخطيط المسبق، ورؤية العواقب المستقبلية لأي عمل وتقديم تفسيرات بديلة للأحداث. ويجعل المراهقين أكثر مهارة في المناظرة، إذ يمكنهم التفكير ضد افتراضات أحد الأصدقاء أو الوالدين. يطور المراهقون أيضًا فهمًا أكثر تعقيدًا للاحتمالات.

## سيكولوجية المراهقة
هي مرحلة العمر التي تتوسط الطفولة واكتمال الرجولة أو الأنوثة بمعنى النمو الجسمي، وفترة المراهقة غالبا ما تقابل مرحلتي التعليم الإعدادية والثانوية ولكن قد تصادف عند بعض الأشخاص المرحلة الجامعية إلى تقريبا سن 25 كحد أقصى. وتعتبر هذه المرحلة من أهم مراحل النمو في حياة الفرد، حتى إن بعض العلماء يعدونها بدء ميلاد جديد للفرد. وتختلف بداية هذه المرحلة ونهايتها باختلاف الأفراد والجماعات اختلافا كبيرا. وتعرف مرحلة ما قبل المراهقة أو البلوغ المؤدي إلى المراهقة في الولد منذ بدء ظهور الإفرازات المنوية مع ظهور بعض الخصائص الظاهرة في الجسم وتسمى بالخصائص الثانوية، وتعرف هذه المرحلة عند البنت منذ بدء ظهور الحيض مع بعض الخصائص الثانوية.

### أنماط المراهقة
المراهقين لا يشترط أن يمروا بنمط معين فقد تختلف أنماط حياتهم فالبعض يعتقد أن الشخص عديم الخلق، المتنمر، والسيئ أخلاقيا ونظاميا هو مراهق بينما شخص آخر ملتزم أخلاقيا ونظاميا ليس بكذلك، هذه صفات شخصية تعود للتربية وللصفات الخلقية والبيئية المحيطة بالشخص. فلا يمكن تحديد المراهقة من خلال أخلاقيات الشخص.
- المراهقة المتكيفة:وهي تكون هادئة نسبيا وتميل إلى الاستقرار العاطفي وتكاد تخلو من التوترات الانفعالية، وقد تكون علاقة المراهق بالمحيطين به علاقه طيبة.أي أن المراهق هنا أميل إلى الاعتدال ولا يسرف المراهق بهذا الشكل في أحلام اليقظة.
- المراهقة العدوانية المتمردة:فيها يكون المراهق ثائرا ومتمرداً على السلطة، ويميل إلى توكيد ذاته. والسلوك العدواني عنده قد يكون صريحا مباشرا يتمثل في الإيذاء، أو غير مباشر يتخذ في صوره العناد.
- المراهقة المضطربة : و تكون هذه المراهقة أقرب إلى التصرف بشكل متناقض يعبر عن حيرتها واتباع ما يملي عليها المجتمع من سلوكيات وتوجهات جديدة تتفق مع العصر، يعاني منها كلا من الأشخاص الاجتماعيين والانطوائيين
- المراهقة المنحرفة:وهذا النوع يمثل الصورة المتطرفة للشكلين المنسحب والعدواني.[11]

#### مظاهر النمو في المراهقة
- النمو الجسمى: يتميز النمو الجسمى في السنوات الاولي من المراهقة بسرعته المذهلة. وتأتي سرعة النمو الجسمة الكبيرة في المراهقة عقب فترة طويله من النمو الهادئ الذي تتصف به الطفولة المتأخرة.

وتتميز مرحلة المراهقة في جانب كبير منها بالاهتمام الشديد بالجسم، والقلق للتغيرات المفاجئة في النمو الجسمي، والحساسية الشديدة للنقد. فيجب ان نقيم في مدارسنا وأنديتنا الندوات التي تهدف إلى التثقيف الصحى للمراهقين وتعريفهم بتغيرات البلوغ.
- النمو العقلي:
  - الذكاء:ينمو الذكاء نموا منتظما حتى الثانية عشرة، ثم يتعثر قليلا في أوائل فتره المراهقة، وتظهر الفروق الفردية بشكل واضح. وفترة المراهقة هي فترة ظهور القدرات الخاصة.
  - انتباه المراهق: تزداد مقدره المراهق على الانتباه، فهو يستطيع أن يستوعب مشاكل طويله ومعقده في يسر وسهوله.
  - تذكر المراهق
  - الاستدلال والتفكير
  - تخيل المراهق
  - الميول [12]
- النمو الاجتماعي:يتأثر النمو الاجتماعى السوى الصحيح في المراهقة بالتنشئة الاجتماعيه من جهه وبالنضج من جهه أخرى. ويتصف النمو الاجتماعى في المراهقة بمظاهر رئيسيه وخصائص أساسيه وتظهر هذه المظاهر في تآلف المراهق مع الأفراد الآخرين. ويتضح تآلف المراهق فيما يأتى:
  - يميل إلى الجنس الآخر ويؤثر هذا الميل على نمط سلوكه.
  - الثقة وتأكيد الذات فيخفف من سيطره ويؤكد شخصيته.
  - يدرك العلاقات القائمة بينه وبين الأفراد الآخرين ويلمس ببصيرته آثار تفاعله مع الناس.
  - اتساع دائره التفاعل الاجتماعى فتتسع دائره نشاطه الاجتماعى ويدرك حقوقه وواجباته.[13]

## الفرق بين المراهقة والبلوغ
المراهقة هي تغيرات جسدية وعقلية وعاطفية واجتماعية أما البلوغ فهو تغير جسدي يدل على أن الفرد أصبح قادرًا على النسل، وبمعنى آخر فإن البلوغ هو مرحلة فرعية ضمن مراحل المراهقة، وعادة يكون أولى العلامات الدالة على بداية فترة المراهقة، وهناك من يعد أنهما مترادفان؛ فالبلوغ يعني المراهقة، وهناك من يعد أن البلوغ هو العلامة المتميزة كبداية مرحلة المراهقة، ومنهم من يعد أن المراهقة أعم؛ فالبلوغ يختص بالنمو الجنسي أو النمو العضوي والجنسي والمراهقة تشمل ما سوى ذلك.

## مراحل المراهقة
قام علماء علم النفس بتقسيم مرحلة المراهقة إلى ثلاثة أقسام، وذلك بسبب اختلاف فترة مرحلة المراهقة بين مجتمع وآخر، وهي:
1. مرحلة المراهقة الأولى: من الفترة 11-14 عاماً، وتتصف بتغيرات بيولوجية سريعة.
2. مرحلة المراهقة الوسطى: من الفترة 14-17عاماً، وهنا تكتمل التغيرات البيولوجية.
3. مرحلة المراهقة المتأخرة: من الفترة 18-25 عاماً، وفي تلك المرحلة يتحول الفرد إلى إنسان راشد مظهراً وتصرفاً.

## علامة دخول مرحلة المراهقة
1. النمو الجسدي: ظهور العضلات وتوسع المنكبين عند الذكور، والطول وتوسع الوركان عند الإناث.
2. النضوج الجنسي: بدء الحيض عند الإناث ــ ولا يشترط هنا ظهور الخصائص الجنسية الثانية مثل كبر حجم الثدي وغيرها ــ، وبدء زيادة حجم الخصية وبدء نمو شعر العانة عند الذكور.
3. التغير النفسي: تسبب التغيرات الهرمونية والجسدية للفرد المراهق بعض الاضطرابات، حيث أن أول قذف منوي للذكر يرافقه بعض المشاعر السلبية والايجابية. وفي الإناث أيضاً حيث يسبب الحيض لهم بعض الانزعاج والخوف.

## المراهق والأسرة
فتره المراهقة تتميز عن غيرها من فترات العمر بكثرة ما تمتلئ به من مشكلات، وان هذه المشكلات تعتبر ذاتها خاصية مميزة لهذه المرحلة من مراحل العمر.
ومن بين مشكلات المراهق التي تواجهه في حياته اليومية مشكلة علاقته مع الكبار وخصوصا الآباء، ومحاولة التخلص من السلطة والشعور بالاستقلال. وعلاقته بالكبار هي مشكلة تتطلب تقبل القيود التي تفرض على رغباته وشهواته، قدرا من التقبل لأخضاع نفسه للآخرين. ورغبة المراهق في الاستقلال أمر طبيعي ومظهر عادي من مظاهر النمو. وتعتبر عملية الاستقلال سمة من سمات المراهقة وفي الوقت نفسه مشكلة من مشكلاته.

### الوظيفة النفسية للمنزل
المنزل سيظل الوحدة الثقافية الأساسية التي يتطبع فيها الطفل بالآراء والقيم والمعتقدات السائدة في الأسرة والمجتمع. واثر المنزل يظهر على الطفل من خلال:
1. الوراثة البيولوجية التي تحدد إلى حد ما الصفات التي يولد الطفل مزودا بها.
2. البيئة الثقافية للأسرة والتي يكون لها أكبر أثر في القيم والأهداف التي يكونها الفرد بعد ذلك.
3. الوضع الاقتصادي والاجتماعي للأسرة والتي يكون له دور هام في نمو الطفل الجسمي.

الجو النفسي للأسرة له أكبر أثر في نمو الطفل أو المراهق مثال ذلك: ان الأطفال الذين أتو من بيوت تسودها الثقة والمحبة كانو احسن توافقاوفهما لدور الأسرة وتكوين شخصياتهم من أطفال أتوا من بيوت يسودها الخلاف العائلي.
المراهقون هم أكثر عرضة للأمراض النفسية. وهذا ما تحدثت عنه الدكتورة الأخصائية في علم النفس التقويمي التربوي/ لما بنداق، أن المراهقة مرحلة لا تخلو من الأزمات النفسية الناجمة عن التغيرات الفيزيولوجية يرافقها تغييرات فكرية.
من هذه الأمراض التي يعانوا منها؛ الاكتئاب والشعور بالملل والوحدة. رغم وجود بعض وسائل الترفية والتسلية للبعض منهم إلا أن أكثر ما يحتاج له المراهق هو الإحساس بالأمان والحنان من قبل الأسرة. لذلك يجب الجلوس معهم والاستماع إلى حديثهم وعدم التقليل من شأنهم وأن نشاركهم آلامهم وأفراحهم، لأن هذه المرحلة تعتبر مرحلة الثورة والتمرد على الواقع. لذا واجب علينا أن نشعرهم بقيمتهم الاجتماعية والثقافية، وأن نكون إلى جانبهم دومًا.

## مشكلات النمو في الطفولة والمراهقة
1. الطفولة المبكره:
  1. التبول اللارادى.
  2. مص الأصابع وقرض الأظافر.
  3. الغيرة.
2. الطفولة الوسطى:
  1. الكذب.
  2. الغياب والتأخير.
  3. السرقة.
3. الطفولة المتأخره:
  1. التأخر الدراسي.
  2. الخوف وضعف الثقة بالنفس.
4. المراهقة:
  1. السلوك العدواني يكثر هذا النمط السلوكى بين تلاميذ المدرسة الاعداديه والثانوية. ولا يمكن ارجاع هذا السلوك العدواني إلى عامل بالذات، بل ترجع إلى الانماط السلوكية إلى عوامل كثيرة متشابكة وهي: الشعور بالخيبة الاجتماعية كالتأخر الدراسي، والمبالغة في تقييد الحرية، وتوتر الجو المنزلي الذي يعيش فيه المراهق، وجود نقص جسمي في الشخص، مما يضعف قدرته على مواجهة مواقف الحياة احيانا.
  2. الانطواء والعزلة ان التلميذ المنطوي أو الميال للعزلة يثير مشكلة للمعلم ومع ذلك فلا يجوز اهماله.

وان الانطواء دليل على نقص النمو الاجتماعي.
وينبغي أن نكتشف أولا نوع العرقلة في حياة المراهق المنطوي ثم نعمل على ازالتها أو مساعدته على التغلب عليها.

## أهم التحديات والمشاكل التي يمر بها المراهق
1. العصبية وحدة التعامل: يتوتر المراهق، ويزداد عناده وعصبيته أملاً منه في أن يحقق مطالبه، غير مكترث بمشاعر الآخرين أو طريقة تحقيق مطالبه.
2. التمرد وفردية الرأي: حيث يشكو أغلب المراهقين من عدم فهم الأهل لهم، وعدم إيمانه بحق في الحياة المستقلة. لذا، يلجأ المراهق إلى التحرر من مواقف ورغبات والديه في عمليه لتأكيد نفسه وآرائه وفكره للناس. ولأن أغلب المراهقين يؤمنون بتخلف أي سلطة فوقية أو أعلى منه، فيلجاً المراهق لكسر تلك القوانين والسلطات، وبذلك تتكون لديه حالة من التمرد على كل ماهو أعلى أو أكبر.
3. الصراع الداخلي: يتزايد الصراع الداخلي لدى المراهق مع دخوله وتوغله في تلك المرحلة. وتحدث تلك الصراعات بسبب الاختلاف بين حقيقة الأمور والتفكير الحالي له.
4. المشاكل الجنسية والعادة السرية: حيث يعاني المراهق ازدياد شهوته الجنسية ومشاهدة الأفلام الإباحية وممارسة العادة السرية في بعض الأحيان، الأمر الذي قد يتعارض مع العديد من التقاليد الاجتماعية والقيم الدينية للمراهق، والتي في الأغلب تنظر إلى الأمور الجنسية بتحفظ شديد لدى المراهقين.

5/ المشاكل النفسية وبعض الاضطرابات التي قد لا تكون بالضرورة مرضا يتطلب العلاج الا إذا أصبحت الحالة أسوأ وغير طبيعية. ومن هذه المشكلات الوسواس القهري، الخجل، الانطوائية، النرجسية، العصبية، التوتر، الحزن بلا سبب، الضيق، الاكتئاب، القلق، وغيرها من اضطرابات قد تزول وقد تكون اقل حدة ولكن إذا تطور الأمر فقد يستدعي الأمر زيارة طبيب نفسي.

## صحة المراهقين
يجب الانتباه على المضاعفات الصحية الناجمة عن سوء التغذية أثناء فترة المراهقة.يجب على الأهل أن يعلموا بأن جسم المراهق يحتاج إلى البروتينات الضرورية لبناء العضلات والكالسيوم والفسفور وفيتامين D لبناء العظام، ذلك لتفادي المشاكل الصحية مثل هشاشة العظام أو غيرها من الأمراض. ولأن المراهقين يضطرون إلى تناول الوجبات السريعة خارج المنزل مما يجعله فجأة مسؤول عن إختيار الجزء الأكبر من نظامه الغذائي. لذلك لابد من التوعية الغذائية والاقتناع بها، وذلك عن طريق العادات والتقاليد التي تكون لدى الأسرة منذ مرحلة الطفولة. فنجد بعض المراهقين لا يأكلون البروتين ويصبحون نباتيين في طعامهم كما نجد منهم من يتبع حمية غذائية قاسية جدًا، وخصوصا الفتيات اللاتي يمكن أن تتعرضن بعد ذلك إلى أمراض نفسية متعلقة بالغذاء منها كخطر الإصابة بمرض فقدان الشهية أو غيرها.
كما من الضروري أن يتناول المراهقون الأغذية الغنية بالكالسيوم ومن أجل بناء العظام في فترة المراهقة والوقاية من الأمراض الناجمة عن عدم تناول الكالسيوم وتعتبر من أهم الأغذية الغنية بالكالسيوم؛ أسماك السلمون والتونة والحليب والخضروات الورقية مثل الجرجير والبقدونس والخس وغيرها من الأغذية الغنية بالعناصر الغذائية التي تعمل على حماية الجسم من الأمراض والأوبئة. لذا واجب على الأهل الاهتمام بغذاء أبنائهم المراهقين، وأن يبتعدون عن تناول الوجبات السريعة والحلويات لما فيها نسبة عالية من السعرات الحرارية والصوديوم والدهون المشبعة. كذلك يجب على المراهقين والأهل عدم الإهمال في وجبة الإفطار لأنها تعمل على تنشيط الدورة الدموية والحالة المزاجية والحالة الصحية للشخص، وإن إهمالها تُصيب الفرد بالخمول والكسل.
لذا واجب على الأسرة ما يلي حتي تتفادى المشاكل الصحية الناجمة عن عدم التغذية الصحية السليمة:-
أولًا:- أحتفظ في منزلك بمجموعة من الوجبات الصحية الخفيفة التي يسهل على المراهقين تناولها، حيث أن أغلب المراهقين قد لا يفضلون عمل شئ لتناوله. احتفظ بطعامٍ مثل (قطعة جبنه - خيارة - حبة طماطم - قطعة خبز - خسة أو جرجير - زيتون).
ثانيًا:- إذا كان أبنك لا يحب تناول اللحوم والبروتينات الحيوانية عمومًا فمن الممكن تعويض ذلك بمزج الحبوب مع البقول، مثل الأرز بالفول الأخضر أو الذرة للحصول على بروتين المتبادل، قد يحل محل البروتينات الحيوانية مع ضرورة تناوله مع فيتامين B12 بعد استشارة الطبيب.
ثالثًا:- الفواكه الطازجة والمجففة مهمة جدًا وتكون متوفرة في المنزل، مثل الزبيب والمشمش والفواكه وذلك لسهولة تناولها وفائدتها العظيمة، فهي مليئة بفيتامين C والحديد والزنك وفيتامينات أخرى مفيدة للجسم وتقوية الذاكرة.
لكن ليس هذا وحسب لأنه يجب أن يكون الآباء قدوة مثالية يحتذى بها أمام أبنائهم، من خلال مشاركتهم في تناول الوجبات التي يأكلون منها وتشجعيهم على الإقدام عليها.
مع الأخذ بعين الاعتبار عدم توجيه أية انتقادات على سلوكياتهم الغذائية دائما، حتى لا يتولد لديهم التعنت وعدم احترام آراء أبائهم.